# Романова, Нина Ивановна
Романова Нина Ивановна— солистка Михайловского государственного академического театра оперы и балета. Народная артистка Российской Федерации (2011).

## Учёба
Окончила Ленинградскую государственную консерваторию им. Н. А. Римского-Корсакова (класс В. Сопиной) в 1972 году.

## Карьера
С 1972 года — солистка Молдавского театра оперы и балета.
С 1976 года — солистка Ленинградского государственного академического театра оперы и балета им. М. П. Мусоргского/Михайловского театра, затем — заведующая оперной труппой.

## Иностранная деятельность
В 2003 г. принимала участие в концертном исполнении оперы «Иоланта» П. Чайковского под управлением Владимира Юровского в Болонье (Италия).
В 2005-07 гг. исполняла партию Няни в опере «Евгений Онегин» в оперном театре Нанта (Франция). В 2008 г. исполнила партию Мамки Ксении («Борис Годунов») в Нидерландской опере в Амстердаме. В 2010 г. спела Няню («Евгений Онегин») в Опере Лилля и Театре Кана (Франция), а также в Большом театре.

## Награды
- Заслуженная артистка Молдавской ССР (1975 г.)
- Заслуженная артистка Российской Федерации (1995 г.)
- Народная артистка Российской Федерации (2011 г.)

## Репертуар
Ольга, Ларина («Евгений Онегин» П. Чайковского); Графиня, Полина («Пиковая дама» П. Чайковского); Княгиня («Чародейка» П. И. Чайковского); Лаура («Иоланта» П. И. Чайковского); Любаша («Царская невеста» Н. Римского-Корсакова); Ткачиха («Сказка о царе Салтане» Н. Римского-Корсакова); Лель («Снегурочка» Н. Римского-Корсакова); Ганна («Майская ночь» Н. Римского-Корсакова); Клитемнестра («Ифигения в Авлиде» К. В. Глюка); Варвара («Не только любовь» Р. Щедрина); Княгиня («Русалка» А. Даргомыжского); Розина («Севильский цирюльник» Дж. Россини); Альдонса («Человек из Ламанчи» М. Ли); Мать («Кровавая свадьба» Ш. Соколаи); Мадам Флора («Медиум» Дж.-К.Менотти); Кармен («Кармен» Ж. Бизе); Амнерис («Аида» Дж. Верди); Флора («Травиата» Дж. Верди); Азучена («Трубадур» Дж. Верди); Эболи («Дон Карлос» Дж. Верди); Маддалена («Риголетто» Дж. Верди); Лауретта («Джанни Скикки» Дж. Пуччини); Кэт Пинкертон, Судзуки («Мадам Баттерфляй» Дж. Пуччини); Дульсинея («Дон Кихот» Ж. Массне); Елизавета («Мария Стюарт» С. Слонимского); Доротея («Доротея» Т. Хренникова); Марина Мнишек («Борис Годунов» М. Мусоргского); Марфа («Хованщина» М. Мусоргского); Кончаковна («Князь Игорь» А. Бородина); Князь Орловский («Летучая мышь» И. Штрауса); Мама Лючия («Сельская честь» П. Масканьи); Грушенька («Братья Карамазовы» А. Холминова); Марта-Екатерина («Петр I» А. Петрова); Женя («А зори здесь тихие» К. Молчанова); Эльза («Дракон» Э. Лазарева); Изадора («Безумец» М. Ландовского); Эльмира («Тартюф» К. Мичема).